# Fuga para o Egito (Rembrandt)
A Fuga para o Egito é uma pintura a óleo de 1627 sobre painel de Rembrandt, agora no Musée des Beaux-Arts de Tours, que retrata o episódio bíblico conhecido por Fuga para o Egito.
Em comum com muitos outros artistas, Rembrandt retratou a Sagrada Família com mais frequência do que qualquer outro tema bíblico, embora a maneira como ele fez isso fosse tudo menos tradicional. Em nenhum deles eles são formalmente colocados e apresentados para nossa atenção ou devoção. Em vez disso, eles são invariavelmente mostrados como engajados e muitas vezes mais ativos do que o normal, levando suas vidas diárias tanto como uma família comum quanto a das Sagradas Escrituras.
Mais de duas dezenas dessas obras sobreviveram, incluindo nada menos que oito gravuras, duas pinturas e vários desenhos retratando a Fuga para o Egito, com as obras restantes mostrando a Sagrada Família em um interior.
Esta Fuga para o Egito enriquece as raras obras do mestre executadas em Leiden durante sua juventude (1626-1630), um período de grande revelação para o aluno iniciante e hesitante que rapidamente se tornou um artista realizado de talento excepcional.
Privilegiando cenas noturnas, o pintor introduz uma misteriosa fonte de luz em primeiro plano, na parte de trás de uma planta com um desenho fantasmagórico. Sobrenatural ou sagrada, a luz isola, protege e afasta o grupo das sombras, símbolo do mal. Ela diferencia os materiais e texturas de cada peça, enfatiza as linhas flexíveis e livres do pincel à maneira de um esboço e reforça a aproximação dos três personagens cujos corpos parecem se fundir.

## Temática
Fuga para o Egito retrata a viagem bíblica do recém-nascido Jesus Cristo, juntamente com a Virgem Maria, sua mãe, e São José, conforme descrito no Evangelho de Mateus (Mateus 2:13–23). O Evangelho descreve a fuga da Sagrada Família como resultado de uma visão de um anjo, que disse a José para trazê-los para o Egito, já que o Rei Herodes, o Grande viria para matar o menino Jesus (Mateus 2:13}). Segundo os relatos bíblicos, o Rei Herodes mandou matar as crianças que teriam aproximadamente a idade do Menino Jesus em um episódio conhecido como Massacre dos Inocentes. O  evangelista Mateus afirma que a Sagrada Família permaneceu no Egito até a morte do Rei Herodes quando então voltaram para a Galileia e se estabeleceram em Nazaré.